# Plaga Zombie
Plaga Zombie, también conocida como Plaga Zombie: ¡La venganza alienígena ha comenzado!, es una película argentina de terror-comedia de 1997 dirigida por Pablo Parés y Hernán Sáez y protagonizado por Páres, Sáez, Berta Muñiz, Paulo Soria y Walter Cornás. Fue escrita por Muñiz, Parés y Sáez.
El filme, un exponente del Cine Independiente Argentino así como del cine amateur, es el primer largometraje sobre zombis hecho en su país. Si bien la película es de bajo presupuesto y fue realizada con escasos recursos, se convirtió en un referente tanto del cine de culto como del cine fantástico nacional, y generó un movimiento de largometrajes fantásticos que sigue creciendo hasta la actualidad. El filme ha mantenido su status de culto, especialmente entre los fanes del cine gore.

## Argumento
La historia comienza con un joven que va caminando por un callejón, cuando de repente tres punks lo atacan e intentan asaltarlo, cuando de repente son atacados por un zombi. Al día siguiente, Bill (Pablo Parés) un exestudiante de medicina que actualmente es jardinero y Mike (Paulo Soria), un compañero de piso, discuten. Mike se va de la habitación y es secuestrado por unos alienígenas que le comienzan a hacer una autopsia. Al regresar, Mike se convierte en zombi.
Mientras esto sucede, John West (Berta Muñiz) un exluchador de catch fracasado y retirado, visita a su mánager, Willie (Walter Cornás), para hablar de su pasado. Allí, John se da cuenta del mal estado de Willie y decide llevarlo a la casa de Bill para curarlo. Mientras tanto, Max Giggs está chateando por computadora con un amigo, que le dice que su madre está sintiéndose muy mal, como un zombi, pidiendo un listado de farmacias. Max va a la casa de su vecino Bill Johnson para pedir un listado de farmacias y es atacado por un grupo de zombis en la casa de Bill. En eso entra John West y decide ayudar a Max combatiendo como en los viejos tiempos. Los dos suben a la habitación de Bill. Ya en la habitación, los tres protagonistas deciden combatir a todos los zombis de su casa, para lo cual crean un ácido para matarlos.
Ahora, el planeta Tierra está siendo objeto de una devastadora invasión extraterrestre que lleva como propósito la aniquilación total de la raza humana. Pero un luchador de catch, un jardinero y un trekker no dejarán que sus vidas sean manipuladas tan fácilmente, y todo esto desencadenará una de las más bizarras e increíble historia de supervivencia.

## Reparto
- Pablo Parés como Bill Johnson: Exestudiante de medicina devenido en jardinero a causa de un accidente fatal en una de sus prácticas. Bill Johnson desarrolla junto a Max Giggs un ácido que aparentemente logra matar a los zombis. Lidera la primera batalla de la plaga y es capturado por el FBI. Es uno de los tres únicos sobrevivientes del pueblo dónde comenzó la hecatombe.
- Berta Muñiz como John West: Exluchador de catch, coronado campeón durante la feria Mundial de 1992. Participa en la primera batalla de la plaga y es abducido por alienígenas durante el segundo día de la invasión. Es capturado y luego liberado por el FBI. Es uno de los tres sobrevivientes del pueblo dónde comenzó la hecatombe.
- Hernán Sáez como Max Giggs: Experto matemático y genio de las computadoras. Desarrolló junto a Bill Johnson un ácido para matar zombis. Fue capturado por el FBI durante la primera batalla de la plaga.
- Paulo Soria como Mike Taylor: Es fanático de las historietas y el mejor amigo de Bill Johnson. Pasa prácticamente todo el tiempo en la casa de Bill. Es uno de los primeros infectados por el virus alienígena y lidera a los zombis en la primera batalla de la plaga. Tras clavar una jeringa con ácido en la pierna del matemático Max Giggs, Bill Johnson desata su furia salvaje y lo descuartiza usando una motosierra.
- Esteban Podetti como Agente James Dana: Agente federal encargado de supervisar el experimento en el cual el primer pueblo queda infectado. Logra capturar a los sobrevivientes del pueblo y recibe la orden irrevocable de liberarlos. Pero por su mal desempeño es expulsado del FBI y queda encerrado en el pueblo.
- Pablo Fayó como David Fox
- Walter Cornás como Mike Taylor
- Gabriel Grieco como Richard Gecko
- Diego Parés como	Willie Boxer
- Martín Lepera como Albert el pizzero

## Lanzamiento
La película primero fue lanzada en Argentina en VHS, editada independientemente por Farsa Producciones. En Estados Unidos la película fue editada en DVD bajo el sello de Fangoria Films, en una edición especial titulada PLAGA ZOMBIE: ZONA MUTANTE y con una duración de 69 minutos.
En Alemania la película fue editada en DVD en el año 2005 bajo el sello de Euro Video, en Región 2 y con duración de 70 minutos. En 2009 la película fue editada en DVD para Argentina bajo el sello de Video Flims, en una edición especial con la duración original de 72 minutos.